# Absolut Radio
Absolut Radio ist ein Angebot der Antenne Deutschland GmbH & Co. KG. Diese ist Betreiberin des zweiten DAB+-Bundesmuxes. Zusätzlich bildet sie zusammen mit Ströer Media das Joint Venture ad.audio. Darüber hinaus produziert Antenne Deutschland mit Absolut Radio sechs bundesweite Sender sowie einige weitere, die ausschließlich online zu empfangen sind. Das Sendezentrum befindet sich in Garching bei München, wo sich auch der Unternehmenssitz von Antenne Deutschland befindet. Bis auf Absolut relax werden die Sender von Absolut Radio bundesweit über den zweiten DAB+-Bundesmux ausgestrahlt. Absolut relax ist als einziger Sender der Absolut-Radio-Gruppe über den ersten DAB+-Bundesmux zu hören.

## Geschichte
Bevor Absolut Radio zu einer Senderfamilie wurde, war Absolut Radio seit 2011 der Name eines einzelnen Senders. Dieser wurde über den ersten DAB+-Bundesmux ausgestrahlt. 2013 übernahm Absolut Relax diesen Sendeplatz. Absolut Radio war danach ausschließlich als Stream über das Internet zu empfangen. 2019 wurde das Programm Absolut Radio umbenannt und heißt seitdem Absolut music XL. In dieser Form gehört er auch heute noch zum Portfolio der Internet-Streams der Absolut-Radio-Familie.
2020 wurde die Absolut Digital GmbH & Co. KG. von Antenne Deutschland übernommen. Absolut Radio baute zusammen mit Media Broadcast den zweiten DAB+-Bundesmux auf und betreibt diesen unter dem Namen Antenne Deutschland. Mit den neu verfügbaren Sendeplätzen auf dem zweiten DAB+-Bundesmux wurde die Marke Absolut Radio ausgebaut. Dies hat dazu geführt, dass mit dem Start des zweiten DAB+-Bundesmuxes am 5. Oktober 2020 auch die neuen Sender Absolut TOP, Absolut Hot, Absolut Bella und Absolut Oldie Classics on air gingen. Am 4. April 2022 kam der Sender Absolut Germany neu hinzu. Die Sender sind seit 2020 unter der Dachmarke Absolut Radio zusammengefasst.
Zur Produktion der neuen Sender hat die Absolut-Radio-Gruppe neue Studios in Garching bei München gebaut. Studiostandort von Absolut relax ist weiterhin bei der Absolut Digital GmbH & Co. KG in Regensburg. Seit 15. April 2021 werden dort die Programme Absolut HOT, Absolut TOP, Absolut Bella und Absolut Oldie Classics produziert.
Am 18. Juli 2023 um 9 Uhr wurde der erste ausschließlich durch künstliche Intelligenz moderierte Radio-Stream Absolut Radio AI veröffentlicht. Er wird ganztägig von einer KI names kAI moderiert, die nicht nur durch die Songs des letzten Jahrzehnts führt, sondern auch über das Thema „künstliche Intelligenz“ aufklärt. Der Sender bedient die breite Zielgruppe der 14- bis 49-Jährigen. Die KI-Stimme kAI basiert dabei auf der Software Voicetrack.ai von Radio.Cloud.

## Programmportfolio von Absolut Radio
Stand: 6. März 2024
- Absolut 80er
- Absolut Bella
- Absolut Christmas Time
- Absolut Coffeemusic
- Absolut Germany[10]
- Absolut HOT
- Absolut Lovesongs
- Absolut musicXL
- Absolut Oldie Classics
- Absolut Radio AI
- Absolut Relax
- Absolut Rock
- Absolut TOP
- Absolut TOP Club Night

### Programm
Mit den Sendern decken die Absolut-Radiosender verschiedene Zielgruppen ab. Von Schlager über Musik aus Deutschland bis hin zu den aktuellen Charts spielen die Programme unterschiedlichste Musikrichtungen.

### Online
Absolut Radio bespielt neben dem Programm für das laufende Radioprogramm auch verschiedene soziale Netzwerke. Dort werden sowohl unterhaltsame Themen wie auch ernsthafte Diskussionen aus Medien, Entertainment, Kultur und Lifestyle aufgegriffen. Sowohl auf Instagram als auch auf TikTok und Facebook sind die Sender aktiv. Dabei gibt es jeweils einen Account, der den Onlineauftritt der Sender abdeckt. 2022 starteten die Absolut-Radiosender auch einen eigenen YouTube-Kanal unter dem Namen „Der Sender“, wo sie regelmäßig Videos hochladen. Ebenfalls 2022 startete Absolut Radio einen Kanal auf der Streaming-Plattform Twitch.

## DAB+-Empfang
Die Programme Absolut Bella, Absolut Germany, Absolut Hot, Absolut Oldie Classics, Absolut relax und Absolut Top können über DAB+ deutschlandweit empfangen werden. Darüber hinaus sind diese und viele weitere Sender über eine App und per Webstream weltweit zu hören.